# Hjælpen
Hjælpen er en dansk stumfilm fra 1913, der er instrueret af Robert Dinesen efter manuskript af Frederik Jacobsen.

## Handling
Denne artikel mangler et handlingsreferat. Hjælp os med at skrive det.

## Medvirkende
- Robert Dinesen - Axel Pfalz, maler og billedhugger
- Agnete Blom - Grethe, Axels kone
- Johannes Ring - Professor von Bernburg, kunstmæcen
- Otto Lagoni
- Ingeborg Bruhn Bertelsen
- Henry Seemann